# Pederasztia
A pederasztia egy felnőtt férfi és egy nála jóval fiatalabb férfi (esetleg egy kamasz fiú) közti homoszexuális kapcsolatot jelent.
A szó tükörfordításban fiúszeretetet jelent. Az ókori görögöknél gyakorinak volt mondható a nevelők és neveltek kapcsolatában a szexualitás is.